# Lys Mousset
Lys Émilien Mousset, född 8 februari 1996, är en fransk fotbollsspelare.

## Karriär
Mousset debuterade för AFC Bournemouth i Premier League den 5 november 2016 i en 1-2 match hemma mot Sunderland, där han blev inbytt i den 76:e minuten mot Harry Arter.
Den 21 juli 2019 blev Mousset klar för Sheffield United, debuten kom mot Chelsea där han blev inbytt mot Luke Freeman i den 79:e minuten. Hans första mål i Sheffield United kom den 21 september 2019 mot Everton. Den 31 januari 2022 lånades Mousset ut till italienska Salernitana.
Den 15 augusti 2022 värvades Mousset av tyska VfL Bochum, där han skrev på ett tvåårskontrakt. Den 31 januari 2023 lånades han ut till franska Nîmes på ett låneavtal över resten av säsongen 2022/2023.